# Telipogon reticulatus
Telipogon reticulatus är en orkidéart som beskrevs av Robert Louis Dressler. Telipogon reticulatus ingår i släktet Telipogon och familjen orkidéer.
Artens utbredningsområde är Panamá. Inga underarter finns listade i Catalogue of Life.